# Alice Salomon
Alice Salomon (ur. 19 kwietnia 1872 w Berlinie, zm. 30 sierpnia 1948 w Nowym Jorku) – niemiecka popularyzatorka pracy socjalnej, pionierka ruchu kobiecego, członkini i współtwórczyni  organizacji  kobiecych (także o charakterze międzynarodowym), propagatorka idei internacjonalizmu, międzykulturowości, praw  człowieka, kobiet i dzieci.

## Życiorys
Wywodziła się z rodziny żydowskiej. Była córką Alberta i Anny Salomonów. Ojciec zmarł, gdy była dzieckiem, co wpłynęło na obniżenie się statusu materialnego rodziny. W wieku siedemnastu lat straciła również siostrę. Od 1893 roku rozpoczęła samodzielne dokształcanie, m.in. uczestniczyła w wykładach Maxa Webera. Pod koniec XIX wieku zaprzyjaźniła się z Jeanette Schwerin, jedną z pionierek pracy socjalnej. Na lata 1900–1902 przypadł okres początków jej aktywnego życia społecznego i działalności związanej z emancypacją kobiet.
W latach 1902–1906 studiowała na Uniwersytecie Humboldtów w Berlinie i otrzymała dyplom doktora ekonomii. Żyła później pomiędzy Berlinem a Londynem, jak również podróżowała do Irlandii i Szkocji, gdzie poznała filantropkę Ishbel Hamilton-Gordon (Lady Aberdeen). 
W 1908 roku założyła w Berlinie szkołę socjalną dla kobiet (niem. Soziale Frauenschule), zaczęła organizować pierwsze kursy pracy socjalnej, pisała podręczniki i była jedną z osób tworzących podwaliny nowoczesnego zawodu pracownika socjalnego. W 1909 roku została urzędniczką Międzynarodowej Rady Kobiet i w związku z tym odbyła podróże po Stanach Zjednoczonych. 
W 1914 roku wybuch I wojny światowej zastał ją w Irlandii, której, jako obywatelka Niemiec, nie mogła opuścić. Zmarła wtedy jej matka, a ona sama skłaniać się zaczęła ku chrześcijaństwu, jako źródłu rozwiązań problemów społecznych. Działała w kobiecej organizacji Women’s War Service League. Po powrocie do Niemiec, w latach 1917–1919 pracowała w Wydziale ds. Kobiet Departamentu Wojny (Kriegsamt). W 1919 roku odmówiła startu w wyborach do Reichstagu. 
W 1925 była współzałożycielką (wraz z Marie Johanną Baum, Gertrudą Bäumer i Marianne Weber) Die Deutsche Akademie für soziale und pädagogische Frauenarbeit (Instytutu Do Spraw Udziału Kobiet W Działalności Zawodowej i Społecznej) w Berlinie. 
W latach 1924–1927 zasiadała w komitecie doradczym Ligi Narodów i wiele wtedy podróżowała służbowo po świecie. Z uwagi na jej żydowskie pochodzenie nazistowskie Niemcy wycofały poparcie dla niej na tym stanowisku. W 1937 roku została, po przesłuchaniach przez gestapo, wydalona z Niemiec i zamieszkała w Stanach Zjednoczonych. W 1944 roku napisała swoją autobiografię.

## Wybrane dzieła
- 1896: Das Kaiser- und Kaiserin-Friedrich- Kinderheim in Bornstedt
- 1900: Frauenbewegung und gesetzlicher Arbeitnehmerinnenschutz
- 1903: Die Herabsetzung der Arbeitszeit für Frauen
- 1903: Wissenschaftliche Bildung und soziale Frauenarbeit
- 1909: Einführung in die Volkswirtschaftslehre. Ein Lehrbuch für Frauenschulen
- 1912: Was wir uns und anderen schuldig sind. Gesammelte Aufsätze
- 1912: Die Aufbringung der Mittel für soziale und caritative Zwecke
- 1916: Von Kriegsnot und -hilfe und der Jugend Zukunft
- 1917: Soziale Frauenbildung und soziale Berufsarbeit
- 1919: Die deutsche Frau und ihre Aufgaben im neuen Volksstaat. Die neue Zeit. Schriften zur Neugestaltung Deutschlands
- 1922: Die deutsche Volksgemeinschaft. Wirtschaft, Staat, soziales Leben. Eine Einführung
- 1922: Die sittlichen Grundlagen und Ziele der Wohlfahrtspflege
- 1923: The relation of the church to social workers, in: Proceedings, National Conference of Social Work in Washington
- 1926: Soziale Diagnose
- 1927: Die Ausbildung zum sozialen Beruf
- 1928: Die Internationale Doppelwoche für Soziale Arbeit in Paris
- 1928: Die Bedeutung der Internationalen Kongresse für die soziale Arbeit
- 1930: Bestand und Erschütterung der Familie in der Gegenwart. 182 Familienmonographien
- 1930: Die Wirksamkeit des Mannes im öffentlichen Leben
- 1930: Warum internationale Wohlfahrtspflege notwendig ist. Zugleich ein Ueberblick über die Organisationen allgemeiner Art
- 1931: Hat die Frau die Wohlfahrtspflege überspannt und verweichlicht?
- 1932: Soziale Führer. Ihr Leben, ihre Lehren, ihre Werke
- 1933: Die Anfänge der sozialen Arbeit
- 1936: Heroische Frauen. Lebensbilder sozialer Führerinnen
- 1937: Education for Social Work. A Sociological Interpretation based on an International Survey
- 1944: Character is destiny (nieopublikowane)
- 1944: The Revolution of the Mother (nieopublikowane)[3]